# L'Enfant de personne (téléfilm, 2005)
Pour les articles homonymes, voir L'Enfant de personne.
L'Enfant de personne est un téléfilm français en deux parties réalisé par Michaël Perrotta et diffusé les 26 et 27 septembre 2005.

## Synopsis
Laura Delorme se retrouve amnésique à Paris, à la suite d'un grave accident de car. Elle essaye peu à peu de reconstruire sa vie, redécouvrant son petit garçon, Théo, adopté dans une famille marseillaise.

## Fiche technique
- Réalisateur : Michaël Perrotta
- Scénaristes : Laurence Nerval-Kilberg et Christine Coutin
- Date de diffusion : 26 et 27 septembre 2005
- Durée : 180 minutes
- Genre : comédie dramatique

## Distribution
- Corinne Touzet : Laura Delorme
- Arnaud Bedouët : Pierre Vernon
- Pierre Deny : Julien Boyer
- Nathalie Corré : Karine
- Baptiste Perré : Théo
- Béatrice Agenin : Fanny DiVitto
- Daniel Martin : Claudio DiVitto
- Bernadette Lafont : Jeanne